# Liste des communes françaises de l'Indre ayant changé de nom au cours de la Révolution
Pour un article plus général, voir Liste des communes françaises ayant changé de nom au cours de la Révolution.
Cet article présente la liste des communes françaises de l'Indre ayant changé de nom au cours de la Révolution.

## Indre
Les noms des communes qui ont conservé leur nom révolutionnaire sont surlignés en bleu ciel.
| Commune                                                  | Nom révolutionnaire     | Notice Ehess-Cassini |
| -------------------------------------------------------- | ----------------------- | -------------------- |
| Buzançais                                                | La Fraternité-sur-Indre | no 6450              |
| Chapelle-Orthemale (La)                                  | Hortemale               | no 8297              |
| Chapelle-Saint-Laurian (La)                              | La Menoterie            | no 8316              |
| Château-Guillaume (réunie à Lignac)                      | Guillaume-Tell          | no 8654              |
| Châteauroux                                              | Indrelibre              | no 8710              |
| Châteauroux                                              | Indreville              | no 8710              |
| Châtillon-sur-Indre                                      | Indremont               | no 8819              |
| La Châtre-le-Vicomte                                     | La Châtre-Langlin       | no 843               |
| Condé-en-Bommiers (devenue Condé)                        | Cosseron                | no 10092             |
| Déols                                                    | Céréale                 | no 11720             |
| Levroux                                                  | Richelaine              | no 19393             |
| Lourdoueix-Saint-Michel                                  | Lourdoueix-Marat        | no 20143             |
| Luçay (ou Luçay-le-Captif)                               | Luçay-le-Libre          | no 20252             |
| Lys-Saint-Georges                                        | Lys-le-Peletier         | no 20470             |
| Ménétréols-sous-Vatan                                    | Ménétréol               | no 21956             |
| Meunet (réunie à Meunet-Planches)                        | Meunet-sur-Théols       | no 22364             |
| Neuvy-Saint-Sépulchre                                    | Neuvy-sur-Bouzanne      | no 24951             |
| Notre-Dame-de-Pouligny (devenue Pouligny-Notre-Dame)     | Bourg-des-Bois          | no 27776             |
| Preuilly-la-Ville                                        | Preuilly-les-Roches     | no 28033             |
| Saint-Aigny                                              | Les Fontaines           | no 30264             |
| Saint-Aoustrille                                         | Beau-Vinal              | no 30459             |
| Saint-Août                                               | Août-les-Bois           | no 30458             |
| Saint-Août                                               | Thermidor               | no 30458             |
| Saint-Aubin                                              | Puits-Forêt             | no 30500             |
| Saint-Benoît-du-Sault                                    | Mont-du-Sault           | no 30697             |
| Saint-Chartier                                           | Vic-les-Eaux            | no 30856             |
| Saint-Christophe-en-Bazelle                              | Bazelle                 | no 30890             |
| Saint-Christophe-en-Boucherie                            | Boucherie               | no 30889             |
| Saint-Christophe-en-Boucherie                            | Bourg-Meuhers           | no 30889             |
| Saint-Civran                                             | Civran-les-Coteaux      | no 30956             |
| Saint-Cyran-du-Jambot                                    | Indre-Sable             | no 31090             |
| Saint-Denis-de-Jouhet                                    | Jouhet-les-Marrons      | no 31145             |
| Saint-Florentin                                          | Les Bruères             | no 31775             |
| Saint-Gaultier                                           | Roche-Libre             | no 31838             |
| Saint-Genou                                              | Indreval                | no 13165             |
| Saint-Georges-sur-Arnon                                  | Montagne-sur-Arnon      | no 31909             |
| Saint-Gilles                                             | Mont-d'Abloux           | no 32167             |
| Saint-Hilaire-sur-Benaize                                | L'Union                 | no 32268             |
| Saint-Julien-de-Thevet (devenue Thevet-Saint-Julien)     | Thevet-sur-Baudouin     | no 32692             |
| Saint-Lactencin                                          | Plaines-Libres          | no 32771             |
| Saint-Marcel                                             | Côte-Franche            | no 33141             |
| Saint-Martin-d'Ardentes (réunie à Ardentes)              | Ardentes-les-Bois       | no 34981             |
| Saint-Martin-de-Lamps                                    | Choiseau                | no 33328             |
| Saint-Martin-de-Pouligny (devenue Pouligny-Saint-Martin) | Pouligny-les-Brandes    | no 33350             |
| Saint-Martin-de-Thevet (réunie à Thevet-Saint-Julien)    | Thevet-les-Étangs       | no 33391             |
| Saint-Martin-de-Tournon (devenue Tournon-Saint-Martin)   | Tournon                 | no 33392             |
| Saint-Maur                                               | Beaupré                 | no 33528             |
| Saint-Michel-en-Brenne                                   | Les Bois                | no 33729             |
| Saint-Michel-en-Brenne                                   | Michel-le-Peletier      | no 33729             |
| Saint-Phalier (réunie à Levroux)                         | La Fontaine             | no 34055             |
| Saint-Pierre-de-Jards                                    | L'Herbon                | no 34138             |
| Saint-Pierre-de-Lamps                                    | Lamps-la-Colline        | no 34142             |
| Saint-Plantaire                                          | Plantaire-le-Bouzantin  | no 34249             |
| Saint-Valentin                                           | La Cadoue               | no 34886             |
| Saint-Nazaire (réunie à Oulches)                         | Boisbrion               | no 24639             |
| Sainte-Cécile (Indre)                                    | Renon-Libre             | no 31265             |
| Sainte-Colombe (Indre) (réunie à Bouges-le-Château)      | Fonds-Cœur              | no 31302             |
| Sainte-Fauste                                            | La Ferté-les-Bois       | no 31366             |
| Sainte-Gemme                                             | Les Sablons             | no 31396             |
| Sainte-Lizaigne                                          | Vin-Bon                 | no 31449             |
| Sainte-Sévère (devenue Sainte-Sévère-sur-Indre)          | Indre-Source            | no 34648             |
| Vaudieu (La) (réunie à Saint-Hilaire-sur-Benaize)        | L'Orme                  | no 39016             |
| Vic-sur-Saint-Chartier (réunie à Nohant-Vic)             | Vic-la-Montagne         | no 39770             |
| Villedieu (devenue Villedieu-sur-Indre)                  | Vérité                  | no 40157             |